# Akdamar
Akdamar of Ahtamar (Armeens: Աղթամար, Aghtamar, wetenschappelijke transliteratie Ałt'amar, Koerdisch: Axtamar) is het op een na grootste eiland in het Vanmeer in Oost-Anatolië (Turkije). Het eiland heeft een oppervlakte van 0,7 km² en ligt ongeveer 3 kilometer vanaf de zuidelijke kustlijn.
Ten westen verheft zich een grijze klif van kalksteen tot 80 meter boven het waterniveau van het meer. Naar het oosten daalt de hoogte van het eiland.
Het eiland was ooit een residentie van Armeense koningen en een belangrijk geestelijk centrum van de Armeens-Apostolische Kerk.
Na 1915 is de kerk blootgesteld aan uitgebreid vandalisme. Vóór de restauratie van de kerk werden de reliëfs op de kerkmuur gebruikt als schietbaan. Zakarya Mildanoğlu, een architect die betrokken was bij het restauratieproces van de kerk, legt de situatie uit tijdens een interview met Hrant Dink als: "De gevel van de kerk zit vol met kogelgaten. Sommige zijn zo groot dat ze niet kunnen worden afgedekt tijdens het renovatieproces.
Tegenwoordig is het enige bouwwerk op het eiland de Heilig Kruiskerk. Deze kerk, met haar bas-reliëfs en friezen met Bijbelse taferelen, maakt het eiland tot een belangrijke toeristische trekpleister.

## Afbeeldingen

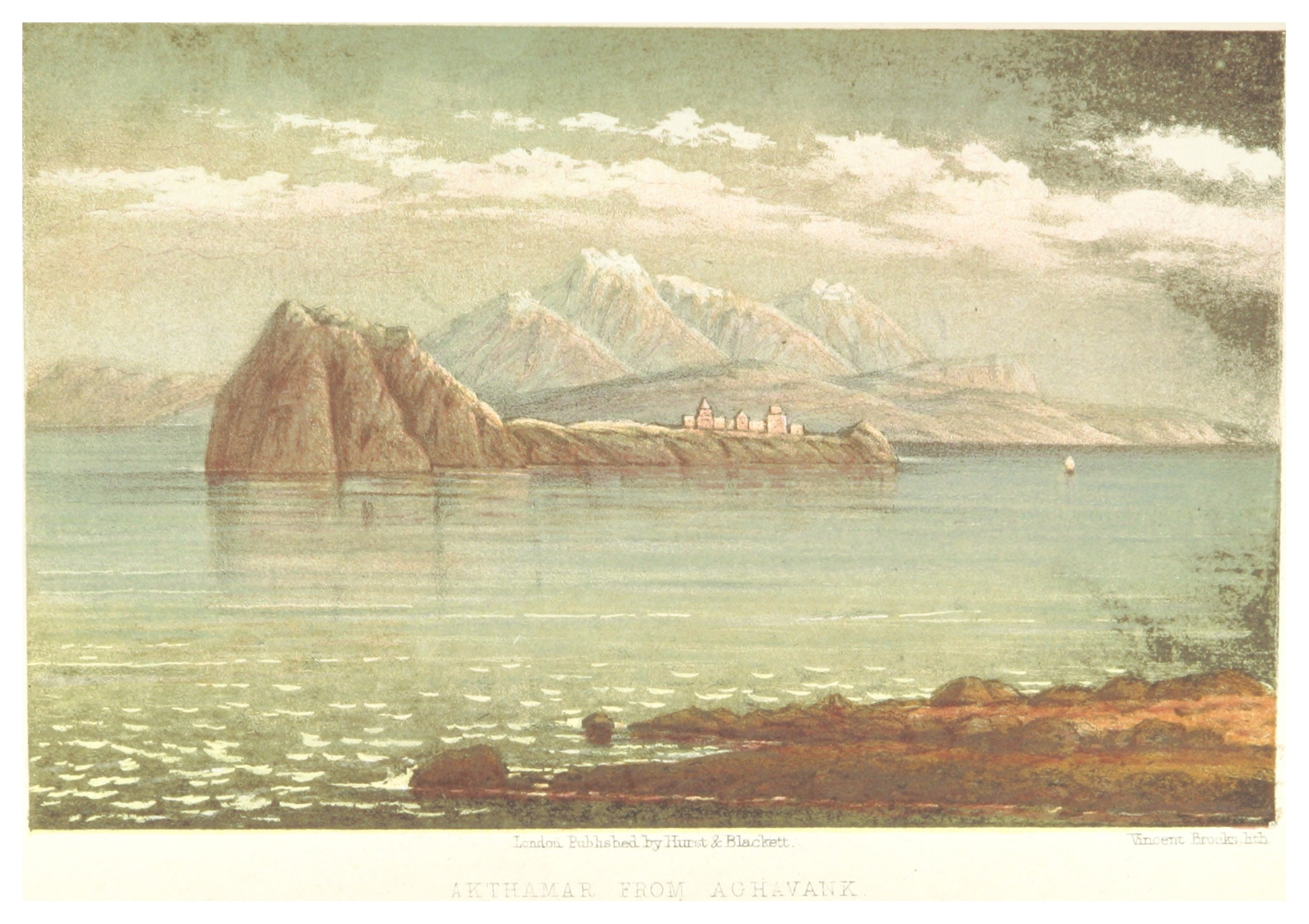
Het eiland 1860
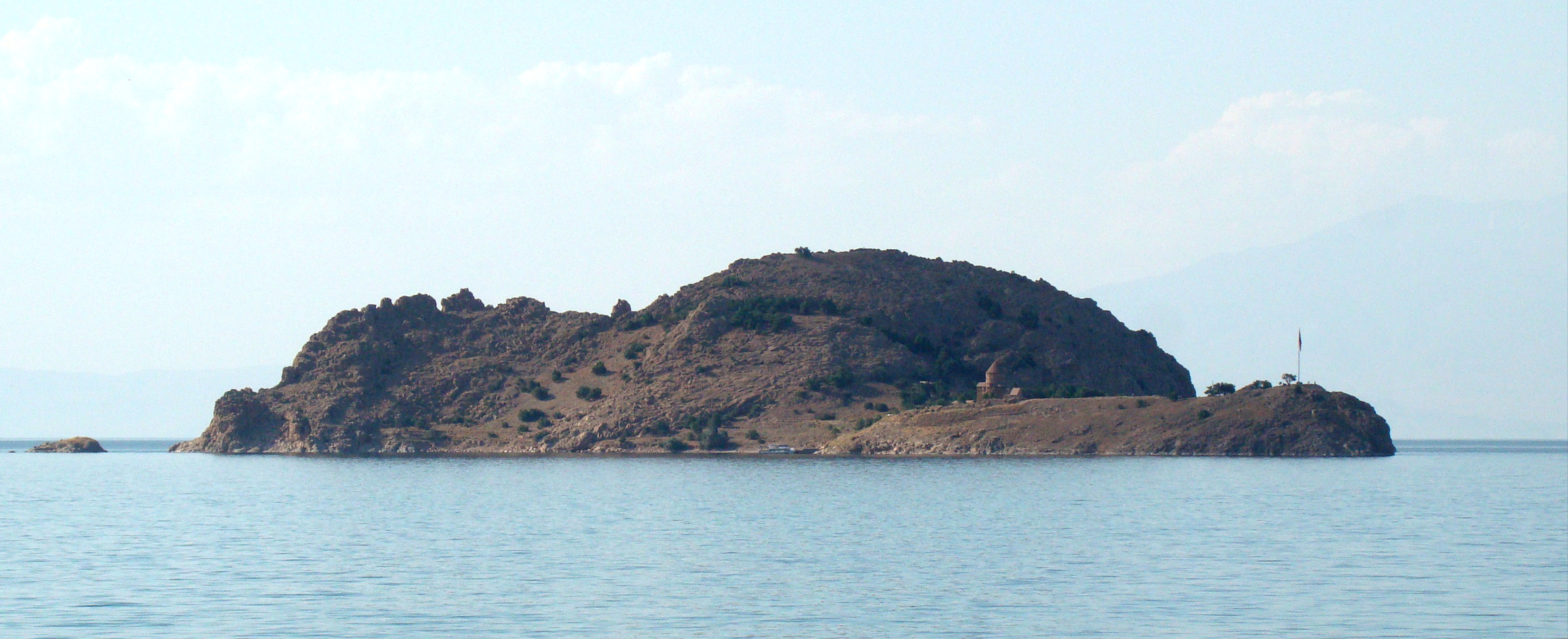
Akdamar vanuit het zuiden
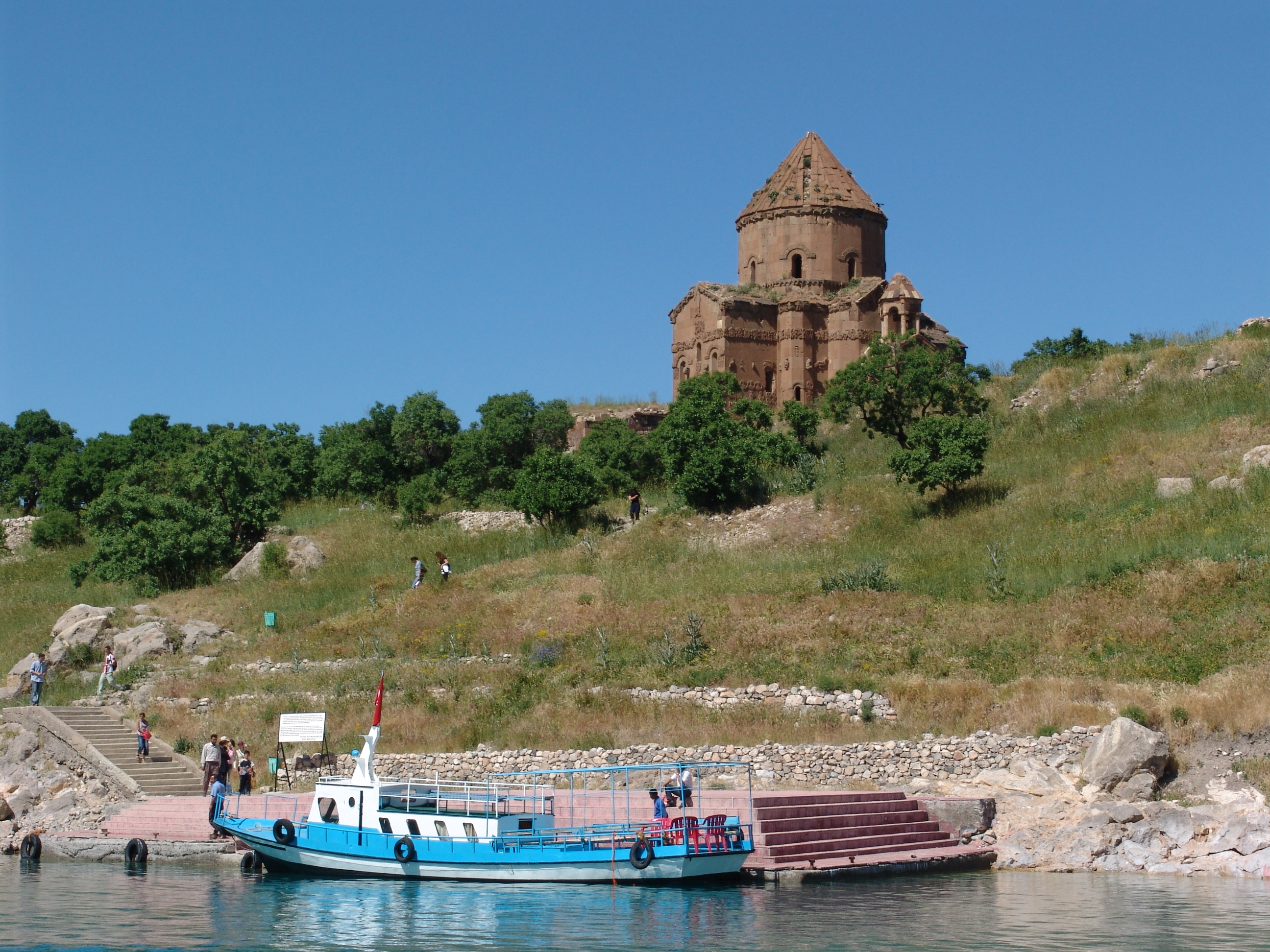
De Heilig Kruiskerk